# St. Georg (Eschach)

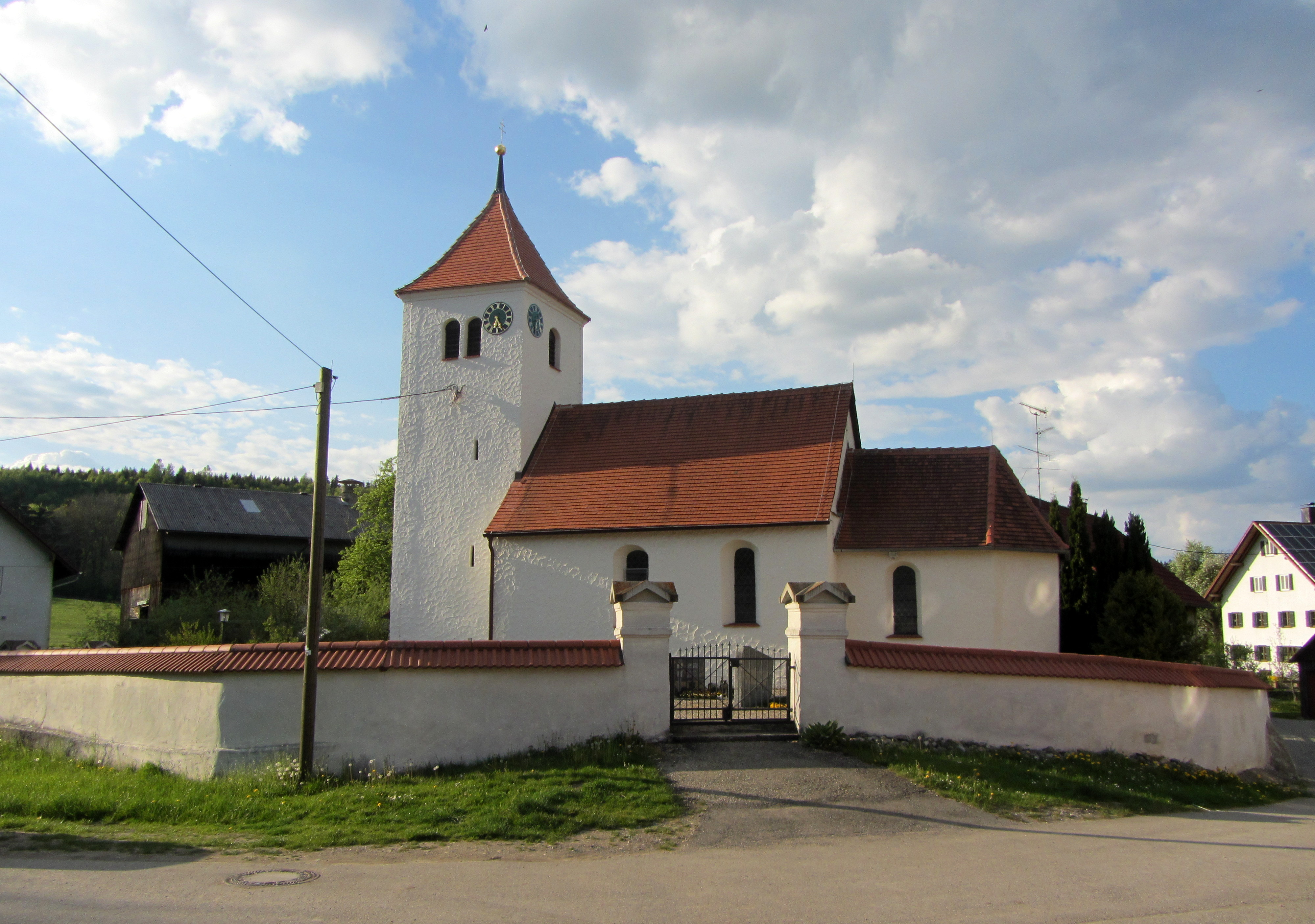
Dorfkapelle St. Georg (2012)

Die Dorfkapelle St. Georg ist eine römisch-katholische Kapelle in Eschach, einem Weiler von Altmannshofen, Ortsteil der Gemeinde Aichstetten im Landkreis Ravensburg in Oberschwaben.

## Beschreibung
Die geostete Kapelle mitten im Ort ist mit dem Friedhof von einer schulterhohen Mauer umgeben. Man betritt sie an der westlichen Turmseite. Der Turm trägt die Glocken und eine Kirchturmuhr mit je einem Zifferblatt an der Ost- und Südseite. Den Turmabschluss bildet ein Pyramidendach. Das nicht unterkellerte Langhaus hat ein Satteldach und einen Steinfußboden, der eingezogene Chor eine runde Apsis. Turm und Langhaus sind mit Biberschwänzen gedeckt. Seit dem Jahresende 2011 werden die Glocken nicht mehr manuell, sondern mit Hilfe eines Automaten geläutet. Im Jahre 1737 wurde die Kapelle vergrößert, aber nicht barockisiert. Die Bemalung der Decken in Chor und Schiff stammt aus dem Jahre 1876. In der Nische des rechten Seitenaltars steht eine Holzskulptur des Heiligen Georg und darunter eine Figur des Heiligen Sebastian. Im linken Seitenaltar befindet sich eine Muttergottes und darunter der Heilige Christophorus. An der südlichen Wand des Langhauses hängt ein Kruzifix, an der nördlichen kämpft der Heilige Georg mit dem Drachen.
Das Allianzwappen über dem Chor erinnert an die Stifter des Deckengemäldes, Fürst Wilhelm von Waldburg-Zeil und seine Gattin Maria Anna, geborene Waldburg-Wolfegg. Das Altarblatt der Kapelle stammt von der Kirche aus Altmannhofen. Es stellt Maria und Josef dar, unter ihnen die Heiligen Sebastian und Georg und ganz unten die armen Seelen im Fegefeuer. Vor dem Hochaltar mit einem Prager Jesuskind und einem Kruzifix steht ein Volksaltar. Das Deckengemälde mit der Signatur von L. Mohr ist auf das Jahr 1878 datiert. Es zeigt über den Wolken Maria mit dem Jesuskind. Links von ihr kniet der heilige Gallus mit seinem Bären und rechts vor der Gottesmutter der Heilige Georg mit Ritterrüstung und Hellebarde, den besiegten Drachen zu seinen Füßen. Unterhalb der Wolken und des blauen Himmels hat L. Mohr fast detailgenau den Weiler Eschach abgebildet. In der Mitte der Empore hat ein Fresko auf der Brüstung die Flucht der Heiligen Familie nach Ägypten zum Thema. Die Kapelle ist mit Kreuzwegstationen ausgestattet. Die Kapelle war zeitweise Kirche einer selbständigen Pfarrgemeinde. Die jetzige Kirchengemeinde gehört zur Seelsorgeeinheit 21 Aitrachtal im Dekanat Allgäu-Oberschwaben.

## Literatur

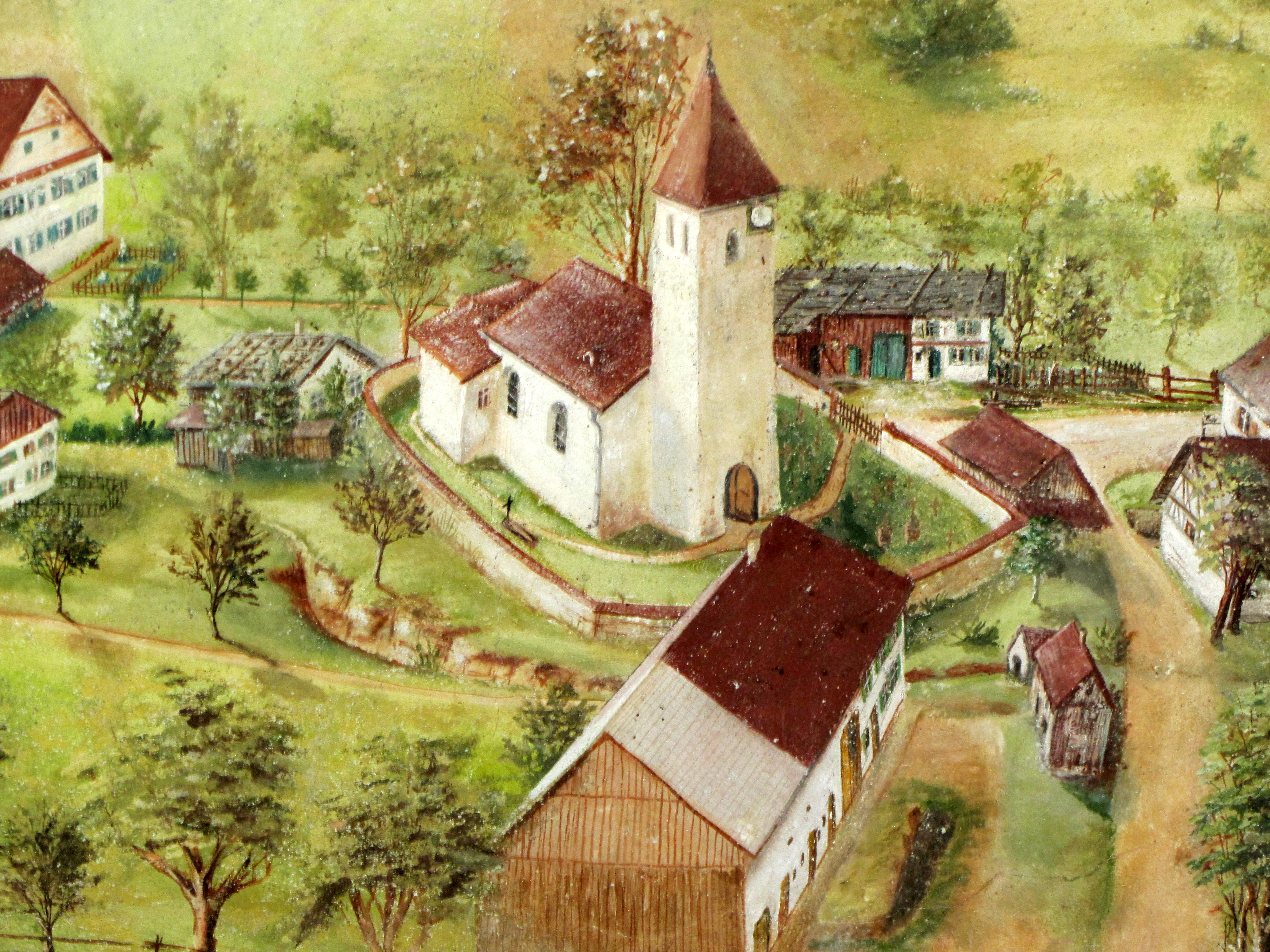
Detail Deckenfresko (1878)